# 开展獐牙菜
开展獐牙菜（学名：Swertia patula），为龙胆科獐牙菜属下的一个植物种。